# Xeroniscus angusticauda
Xeroniscus angusticauda är en kräftdjursart som beskrevs av Franco Ferrara och Stefano Taiti 1990B. Xeroniscus angusticauda ingår i släktet Xeroniscus och familjen Eubelidae. Inga underarter finns listade i Catalogue of Life.